# Salomonfiskörn
Salomonfiskörn (Icthyophaga sanfordi) är en havsörn endemisk för Salomonöarna.

## Utseende
Salomonfiskörn är ganska smal och långhalsad med litet huvud och breda vingar. Som hos alla havsörnar är dess stjärt kort och solfjäderformad. Som hos merparten av rovfåglarna är honorna något större än hanarna och arten mäter 70-90 cm, har ett vingspann på 165–185 cm och väger 1,5–2,7 kg.
Huvud och nacke är vitaktigt brun till ljusbrun, undersidan brun till rödbrun och mörkbrun, ovansidan mörkbrun till gråsvart. I alla fjäderdräkter har den en helmörk stjärt vilket skiljer den från alla andra havsörnar. Den har mörk näbb, ben och brun ögon.

## Utbredning och systematik
Salomonfiskörn förekommer enbart i ögruppen Salomonöarna, från Buka till Makira. Den hittas dock ej på Rennell och Temotu. Arten behandlas som monotypisk, det vill säga att den inte delas in i några underarter.

### Släktestillhörighet och släktskap
Salomonfiskörn placeras traditionellt i havsörnssläktet Haliaeetus. Genetiska studier visar dock att släktet är paradyletiskt gentemot fiskörnarna i Icthyophaga. I allt ökande drag förs därför salomonfiskörn, vitbukig fiskörn samt det likaledes tropiska artparet skrikfiskörn och madagaskarfiskörn till det senare släktet och denna linje följs här. Andra, som IUCN, väljer istället att expandera Haliaeetus till att även omfamna fiskörnarna. För att förtydliga släktskapet har även Birdlife Sveriges taxonomikommitté justerat de svenska namnen på de fyra arterna, från att tidigare ha kallats havsörnar.
Arten beskrevs taxonomiskt först 1935 av Ernst Mayr och han gav den dess vetenskapliga artepitet för att hedra doktor Leonard Cutler Sanford, en styrelsemedlem vid American Museum of Natural History. Tidigare hade arten förbisetts som en juvenil vitbukig fiskörn, vilken den är mycket nära besläktad med, och de båda arterna beskrivs ibland som en superart. De båda arterna är genetiskt mycket lika och studier indikerar att deras utvecklingslinjer först separerades under mellersta pleistocen, för mindre än 100000 år sedan.

## Ekologi
Salomonfiskörnen är det enda större rovdjuret på Salomonöarna. Den bebor täta kust- eller sjönära låglandsskogar på höjder upp till cirka 1500 meter över havet. Häckningssäsongen sträcker sig från augusti till oktober och den lägger vanligtvis två ägg per kull. Den lever huvudsakligen av fisk, blötdjur, krabbor, sköldpaddor, havsormar och as som den hittar när tidvattnet drar sig tillbaka. Mer sällan tar den även fåglar, flyghundar och nordlig grå kuskus (Phalanger orientalis)

## Salomonfiskörnen och människan
Arten förekommer på flera olika frimärken utgivna på Salomonöarna.